# Айєтський сільський округ
Айє́тський сільський округ (каз. Әйет ауылдық округі, рос. Айетский сельский округ) — адміністративна одиниця у складі району Беїмбета Майліна Костанайської області Казахстану. Адміністративний центр — село Айєт.
Населення — 5684 особи (2021; 6074 у 2009, 7172 у 1999, 8588 у 1989).
Станом на 1989 рік існували Красносельська сільська рада (села Аятське, Красносельське, Журавльовка, Щербиновка) та Тарановська сільська рада (села Воронежське, Ленінське, Тарановське, Увальне, селище Оренбургський). Станом на 1999 рік існували Тарановська сільська адміністрація (частина села Тарановське), Красносельський сільський округ (села Аятське, Красносельське, Журавльовка, Шербиновка) та Розсвітівский сільський округ (частина села Тарановське, села Воронежське, Ленінське, Оренбуржське, Увальне). Пізніше Тарановська сільська адміністрація та Розсвітівський сільський округ об'єднано в Тарановський сільський округ, села Ленінське та Увальне передано до складу Новоільїнського сільського округу. 2013 року до складу Тарановського сільського округу було приєднано територію ліквідованого Красносельського сільського округу. 2017 року були ліквідовані села Аятське та Воронежське. 2018 року округ перейменовано в сучасну назву.

## Склад
До складу адміністрації входять такі населені пункти:
| Населений пункт      | Старі назви   | Населення, осіб (1989) | Населення, осіб (1999) | Населення, осіб (2009) | Населення, осіб (2021) |
| -------------------- | ------------- | ---------------------- | ---------------------- | ---------------------- | ---------------------- |
| Айєт, село           | Тарановське   | 5041                   | 4480                   | 3952                   | 4096                   |
| --Воронежське, село  | -             | 442                    | 297                    | 120                    | -                      |
| Журавльовка, село    | -             | 277                    | 183                    | 108                    | 78                     |
| Красносельське, село | -             | 1589                   | 1376                   | 1341                   | 1153                   |
| --Аятське, село      | -             | 313                    | 113                    | 60                     | 3                      |
| Оренбургське, село   | Оренбургський | 593                    | 503                    | 327                    | 247                    |
| Шербиновка, село     | Щербиновка    | 333                    | 220                    | 166                    | 107                    |